# GAK
GAK — мини-альбом британского композитора Ричарда Д. Джеймса (более известного как Aphex Twin), выпущенный в 1994 году под псевдонимом «GAK», использовавшийся только для этого релиза. Мини-альбом основан на демо-записях, которые Ричард Д. Джеймс отправил Warp Records в 1990 году до подписания контракта с лейблом. Джеймс записал треки на этом мини-альбоме около 1989–1990 годов.

## Содержание
"GAK 1" — пример раннего техно, в основном завязанного на повторяющемся паттерне CR-78 с фортепианной мелодией. "GAK 2" похож на него, но звучит как эмбиент-техно больше, чем остальные треки на EP. "GAK 3", - одна из попыток Джеймса создать более рейвовый тип звука. Сам по себе он гораздо более мрачный трек, с быстрыми синтезаторами и жестким ритмом в 4 четверти.
EP был выпущен на CD, виниле (12") и в цифровом формате. На обложке, на фиолетовом фоне, сверху написано "GAK", а внизу изображён логотип Warp Records. Автором обложки стала британская студия дизайна The Designers Republic.

## Бонус-треки
На официальном сайте Джеймса в 2017 году к мини-альбому было добавлено 5 бонусных треков, которые ранее были загружены на его SoundCloud-аккаунт и иногда исполнялись на его концертах вживую.

## Трек-лист
| №                   | Название            | Длительность |
| ------------------- | ------------------- | ------------ |
| 1.                  | «GAK 1»             | 6:36         |
| 2.                  | «GAK 2»             | 6:10         |
| 3.                  | «GAK 3»             | 5:23         |
| 4.                  | «GAK 4»             | 6:02         |
| Общая длительность: | Общая длительность: | 24:11        |

| №                   | Название            | Длительность    |
| ------------------- | ------------------- | --------------- |
| 5.                  | «gak police er,2»   | 4:28            |
| 6.                  | «gak bass,e, +2»    | 3:29            |
| 7.                  | «gak5 e, +3»        | 1:37            |
| 8.                  | «gak6 e, +3»        | 5:25            |
| 9.                  | «gak7 e, +3»        | 6:00            |
| Общая длительность: | Общая длительность: | 45:10 (весь EP) |